# Филиппская митрополия
Фили́ппская, Неапо́льская и Фа́сская митрополия (греч. Ιερά Μητρόπολη Φιλίππων, Νεαπόλεως και Θάσου) — епархия «Новых Земель» Элладской православной церкви. Как и прочие епархии «Новых Земель» имеет также формальное подчинение Константинопольскому патриархату. Центром епархии является город Кавала в Греции.

## История
Епархия была учреждена в 1924 году в составе Константинопольского патриархата вместо Кавальской митрополии.
В 1928 году переведена в юрисдикцию Элладской православной церкви. 
В 1930 году была переименована в Филиппскую и Неапольскую. В 1953 году в юрисдикцию епархии вошли приходы на острове Тасос.

## Епископы
- 7 октября 1924 — 14 февраля 1962 — Хризостом (Хадзиставру)
- 21 ноября 1965 — 22 мая 1974 — Александр (Кондонис)
- 15 июня 1974 — 29 июля 2017 — Прокопий (Цакумакас)
- c 8 октября 2017 года — Стефан (Толиос)